# Tatjana Smith
Tatjana Smith, z domu Schoenmaker (ur. 9 lipca 1997 w Johannesburgu) – południowoafrykańska pływaczka specjalizująca się w stylu klasycznym, dwukrotna mistrzyni olimpijska, mistrzyni świata na dystansie 200 m stylem klasycznym, dwukrotna złota medalistka igrzysk Wspólnoty Narodów.

## Kariera
W 2017 roku podczas uniwersjady w Tajpej zdobyła srebrny medal na dystansie 200 m stylem klasycznym.
Rok później, na igrzyskach Wspólnoty Narodów w Gold Coast zwyciężyła w konkurencjach 100 i 200 m stylem klasycznym, w obu ustanawiając rekordy Afryki, odpowiednio 1:06,41 min i 2:22,02 min.
Podczas igrzysk olimpijskich w Tokio w 2021 roku zdobyła złoty medal na dystansie 200 m stylem klasycznym i czasem 2:18,95 pobiła rekord świata. W eliminacjach 100 m stylem klasycznym ustanowiła nowy rekord olimpijski i Afryki (1:04,82), a w finale tej konkurencji wywalczyła srebro, uzyskawszy czas 1:05,22.
W 2024 roku na igrzyskach olimpijskich w Paryżu zwyciężyła w konkurencji 100 m stylem klasycznym z czasem 1:05,28.

## Życie prywatne
4 listopada 2023 roku w Robertson wzięła ślub z Joelem Smithem.